# Двойная бухта
 Двойная бухта  (старое название Тройная бухта) — одна из Севастопольских бухт, расположена на юго-западе от Круглого мыса, в трёх километрах к северо-востоку от мыса Херсонес, состоит из Казачьей и Солёной бухт.
Прежнее название Тройная существовало в связи с тем, что этот участок морской акватории, расположенный между мысами Западный и Восточный, был местом слияния трёх бухт Камышовой, Казачьей и Солёной. После строительства защитных молов Камышовой бухты это название потеряло смысл, поскольку восточная часть акватории Тройной бухты вошла в состав акватории бухты Камышовой. Часть Тройной бухты, осталась за пределами западного защитного мола, в настоящее время фактически является Двойной, так как образована от слияния Казачьей и Солёной бухт.